# Olanta
Olanta è un comune degli Stati Uniti d'America, situato in Carolina del Sud, nella Contea di Florence.